# CCH Vallejo (estación de trolebús)
CCH Vallejo es una de las estaciones que conforman Línea 1 del Trolebús de la Ciudad de México. Esta estación se encuentra al Norte de la Ciudad de México.

## Información general
La estación se encuentra sobre el Eje Central Lázaro Cárdenas, frente al Colegio de Ciencias y Humanidades Plantel Vallejo, de la Universidad Nacional Autónoma de México. Hasta septiembre de 2019 su ícono representaba un diploma y birrete de graduado.
El gobierno Federal impulsó en la década de los años 70s, la oferta educativa por medio de incrementos en el subsidio a las Instituciones de educación superior y media superior propiciando la creación de nuevas universidades y bachilleratos tecnológicos regionales.
El proyecto de nueva Universidad, contemplaba transformar los bachilleratos del país, con la aplicación de las nuevas tendencias didácticas y pedagógicas, por lo que se crea el Centro de Didáctica, el que sería el lugar en donde se prepararon a los profesores tanto del CCH, como de las nuevas escuelas superiores de la UNAM, durante sus primeros años. Participando en su diseño, los coordinadores de Ciencias; Guillermo Soberón y Humanidades; Rubén Bonifaz Nuño y los directores de las llamadas Facultades madres; Ciencias, Ciencias Políticas y Sociales, Filosofía y Letras, Facultad de Química y la Escuela Nacional Preparatoria.
En 2020, debido a que una fue asaltada en un camión cerca del Colegio de Ciencias y Humanidades Plantel Vallejo (CCH Vallejo), la ruta se mejoró para prestar un beneficio por el precio, pero sobre todo por la seguridad que ofrece.

## Lugares de interés
- Terminal Central de Autobuses del Norte
- Colegio de Ciencias y Humanidades Plantel Vallejo